# Stronger with Each Tear
Stronger with Each Tear é o nono álbum de estúdio da cantora americana Mary J. Blige intitulado em R&B e soul, lançado no dia em 18 de dezembro de 2009 na Austrália e na Alemanha, 21 de dezembro na França, 23 de dezembro no Japão, e em 2 de fevereiro de 2010 na Coreia do Sul, com mais lançamentos internacionais em março, abril e maio de 2010. Com este álbum, ela conseguiu um recorde de nove álbuns que estreou no topo da Billboard R & B / Hip-Hop Albums.

## Antecedentes
Blige começou a trabalhar o seu nono álbum, enquanto ela saiu em turnê com Robin Thicke em 2008. Em entrevista a revista Rap-Up ela declarou o seguinte sobre o álbum:

.
| “ | “" O álbum representa quem que eu sou agora, eu sou um ser humano mais forte depois de todas as dores do crescimento. É sobre vida, amor, mudança, resistência a maioria realmente sabe quem você é, e estar confiante em que." | ” |

O primeiro single do álbum,Stronger foi lançado em 21 de dezembro de 2009. O álbum conta com produções e créditos da escrita de Ryan Leslie, Darkchild e Austin Johnta. Também estão incluídas várias características como o rapper canadense Drake, que dispõe sobre o primeiro single "The One", com o rapper TI, seguido sobre "Good Love", que foi inicialmente planejado com Trey Songz, ele revelou que tinha gravado um dueto chamado "Love Hood" com Blige para o álbum, mais que não aconteceu. A canção foi gravada anteriormente por Austin e Blige para um solo de Austin para seu álbum de estreia, até hoje nunca foi lançado. A canção foi reformulado e re-intitulado "We Got Amor Hood". Após o lançamento do álbum nos EUA a canção alcançou a #82 no "Hot R&B / Songs Hip Hop" devido à forte vendas e download digital. and has been on the charts for around eleven weeks with a peak of 58.

## Lançamento e promoção
O álbum foi originalmente agendado para lançamento nos Estados Unidos em 24 de novembro de 2009, mas este foi adiado para 15 de dezembro de 2009, que teria colocado o álbum de Blige em uma batalha nas paradas com Alicia Keys que também iria lançar seu "novo álbum The Element of Freedom . O álbum foi adiado, em seguida, mais uma vez para 21 de dezembro de 2009.
Após uma série de aparições para promover a música "Stronger" para a trilha sonora Inspired by More Than a Game, Blige começou formalmente a promoção do álbum na América por estrear o segundo single "I Am" no American Music Awards em (2009), no dia seguinte, ela apareceu no programa Lopez Tonight para uma entrevista e desempenho do encore de "I Am". Blige também apareceu no Jay Leno Show, The Today Show, e também foi em um especial exibido na BET chamado Words & Sounds Com Mary J. Blige. Ela estava em uma gravação do The View. Em 21 de abril de 2010 Blige apareceu na maratona de caridade do American Idol, para executar o seu cover de Led Zeppelin "Stairway to Heaven", com Orianthi e Randy Jackson  nas guitarras.
Em 13 de abril de 2009, Blige apareceu em um episódio deThe Oprah Winfrey Showonde interpretou o hit "Each Tear" e sua interpretação do Led Zeppelin clássico ", Stairway to Heaven ", que é caracterizado em Stronger with Each Tear  como um single digital no iTunes.

### Singles
- The One, com Drake foi lançada como primeiro single do álbum nos Estados Unidos e na Austrália em 2 de julho de 2009. Á canção foi co-escrito por Ester Dean e produzido por Rodney Jerkins. O single chegou ao número #63 na Billboard Hot 100 do EUA.[13]
- I Am, que foi escrito por Blige, Austin Johnta e Dean Ester, produzida por Stargate, foi lançado como o primeiro single internacional (segundo os EUA) em dezembro de 2009. A canção estreou na "Hop R & B / Hip Hot Songs", na posição #46 antes de seu lançamento completo e chegou a número #4 em cima da liberação.[14] Ele estreou na parada do Japão Oricon, no número #92 e atingiu um pico de número #11, ao mesmo tempo, estreando no Hot 100 em #67 e picos no número #55.[15]
- Each Tear,foi lançado como o segundo single do álbum internacional em fevereiro de 2010. Existem diferentes versões da canção para a Austrália, ele apresenta a cantora e compositora Vanessa Amorosi, Para a Itália, Tiziano Ferro, para o Reino Unido, Jay Sean, para a Alemanha, Rea Garvey e para o Canadá, K'naan. Marcus Raboy filmou um vídeo que foi editado para caracterizar cada um dos convidados em versões para seus respectivos mercados. Chegou ao número 1 na Itália e número 33 no Reino Unido, enquanto a falta de gráfico em outro lugar. O single não foi lançado nos Estados Unidos.
- We Got Hood Love, com Trey Songz foi lançado como O terceiro single do álbum nos Estados Unidos em 30 de março de 2010.[16] A canção estreou no número #82 no "Hot R & B / Hip-Hop Songs" pois teve muita audiência nas rádios e teve um forte desempenho como download digital.[7] O vídeo foi filmado com Mary J. Blige e um jogador de futebol George Wilson em Miami,[17] enquanto Trey Songz filmou suas cenas em um apartamento da cidade de Nova York. Chris Robinson dirigiu o vídeo para o single.

## Recepção

### Desempenho comercial
O álbum estreou no número #2 no EUA Billboard 200 vendendo na primeira semana  332 mil cópias, também foi número um na parada R&B. Blige é a nona mulher que na história da SoundScan de 18 anos, pelo menos, a ter três álbuns de estreia a ter vendas acima de 300.000 mil copias ou mais. O álbum já vendeu mais de 1.000.000 de cópias nos Estados Unidos.
No Reino Unido estreou no número #33 na tabela de álbuns na sua primeira semana, mas retirou-se do top quarenta em sua segunda semana. No "UK R & B Chart" que estreou no número #4 e e caiu nove posições ficando em #13 em sua segunda semana.

## Faixas
| N.º            | Título                                          | Compositor(es)                                                                  | Produtores                  | Duração |  |
| 1.             | "Tonight"                                       | Mary J. Blige, Aliaune Thiam, Edwin Birdsong, A. Harr, J. Jackson, Kevin Cossom | The Runners, Konvict Muzik  | 4:00    |  |
| 2.             | "The One" (participação de Drake)               | Blige, Aubrey Graham, Ester Dean, Rodney Jerkins                                | Darkchild                   | 3:14    |  |
| 3.             | "Said and Done"                                 | Blige, Ryan Leslie                                                              | Ryan Leslie                 | 3:23    |  |
| 4.             | "Good Love" (participação de T.I.)              | Shaffer Smith, J. Reeves, R. Romulus, J. Yip                                    | Stereotypes, Ne-Yo          | 4:01    |  |
| 5.             | "I Feel Good"                                   | Smith, Tor Erik Hermansen, Mikkel Eriksen                                       | StarGate, Ne-Yo             | 3:47    |  |
| 6.             | "I Am"                                          | Blige, Johntá Austin, E. Dean, Hermansen, Eriksen                               | StarGate                    | 3:23    |  |
| 7.             | "Each Tear"                                     | Blige, Mitchum Chin, Dwayne Chin-Quee                                           | Supa Dups                   | 4:15    |  |
| 8.             | "I Love U (Yes I Du)"                           | Blige, Jamal Jones, E. Dean, D. Reed, D. Level, B. Williams                     | Polow Da Don                | 3:23    |  |
| 9.             | "We Got Hood Love" (participação de Trey Songz) | Blige, Bryan-Michael Cox, Kendrick Dean, Austin                                 | Bryan-Michael Cox, WyldCard | 4:15    |  |
| 10.            | "Kitchen"                                       | Blige, Terius Nash                                                              | Tricky Stewart, The-Dream   | 4:31    |  |
| 11.            | "In the Morning"                                | Blige, Anesha Birchett, Antea Birchett                                          | D'Mile, Ron Fair            | 4:36    |  |
| 12.            | "Color" (do filme Precious)                     | Blige, Raphael Saadiq, LaNeah Menzies                                           | Raphael Saadiq              | 5:31    |  |
| Duração total: | Duração total:                                  | Duração total:                                                                  | Duração total:              | 46:59   |  |

## Posição
| País           | Parada musical (2011)     | Melhor posição |
| -------------- | ------------------------- | -------------- |
| Canadá         | Canadian Hot 100          | 27             |
| Países Baixos  | Dutch Albums Chart        | 89             |
| Itália         | Italian Albums Chart      | 18             |
| Suécia         | Swedish Albums Chart      | 38             |
| Suíça          | Swiss Albums Chart        | 66             |
| Reino Unido    | UK Albums Chart           | 33             |
| Reino Unido    | UK R&B Albums Chart       | 4              |
| Estados Unidos | US Billboard 200          | 2              |
| Estados Unidos | US Top R&B/Hip-Hop Albums | 1              |